# Iscrizioni di Bain Tsokto

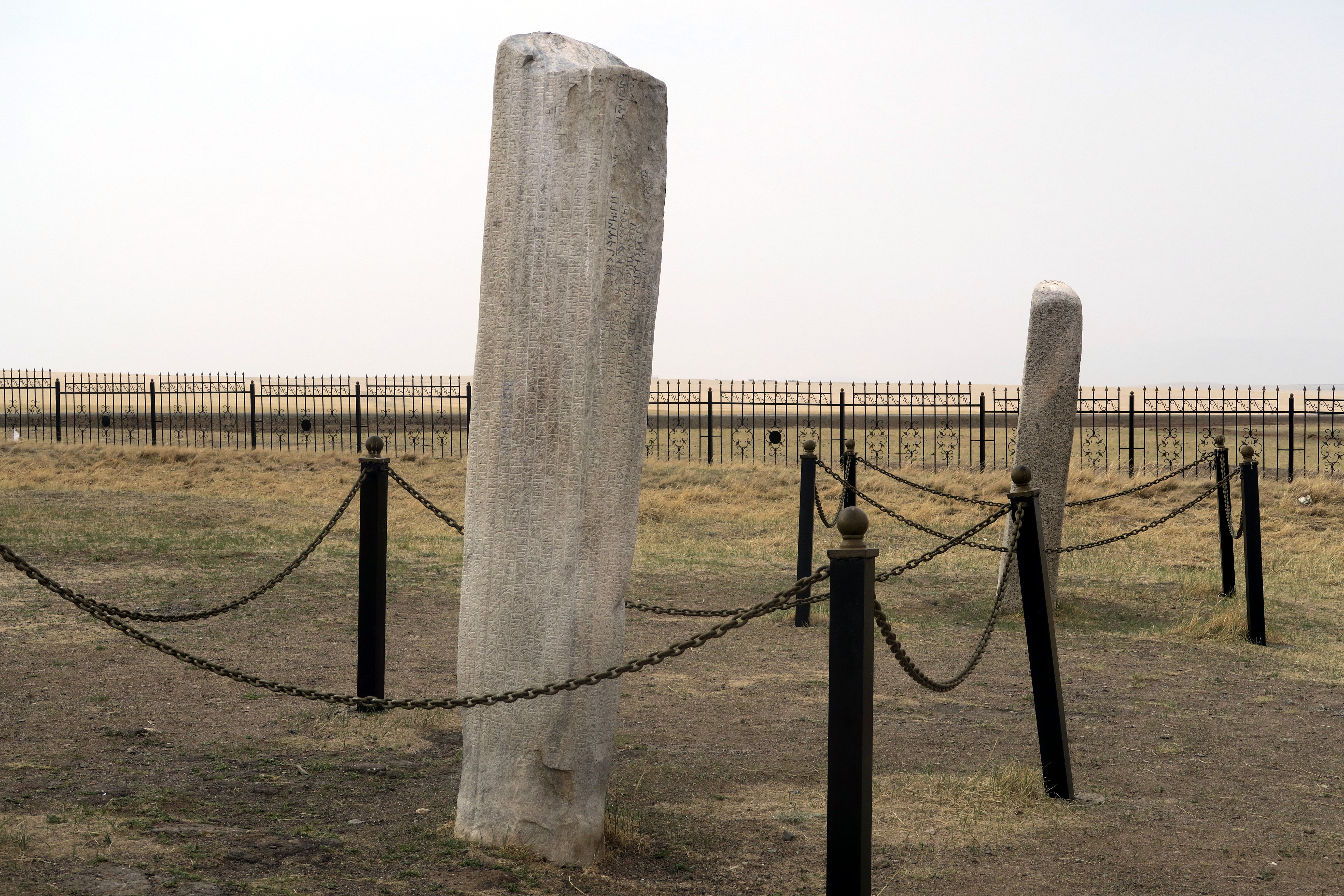
Iscrizioni turche di Bilge Tonyukuk - parte delle iscrizioni dell'Orkhon in Mongolia

Le iscrizioni di Bain Tsokto sono iscrizioni turche dell'VIII secolo in Mongolia. Sono le più antiche attestazioni scritte della famiglia linguistica turca, precedendo le iscrizioni dell'Orkhon di diversi anni.

## Geografia
Le iscrizioni sono nella valle del fiume Tuul a 47°42′N 107°28′E (a sud-est di Ulan Bator e Nalaikh). Spesso vengono confuse con le iscrizioni dell'Orkhon, o considerate come una parte delle stesse (le iscrizioni di Khöshöö Tsaidam), sebbene le iscrizioni dell'Orkhon siano effettivamente situate a circa 360 chilometri (220 mi) a ovest di Bain Tsokto.

## Storia

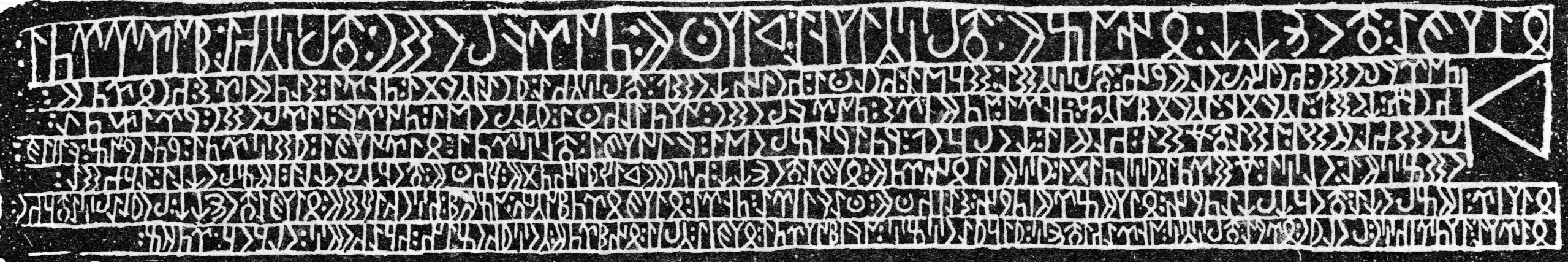

Le iscrizioni di Bain Tsokto parlano di Tonyukuk, il consigliere di quattro khagan turchi (Ilterish Khagan, Kapaghan Khagan, Inel Khagan e Bilge Khagan). Morì nel 720. A differenza delle altre due iscrizioni dell'Orkhon che furono erette dopo la morte dell'eroe, le iscrizioni di Bain Tsokto furono erette dallo stesso Tonyukuk nel 716 (?). (Le sue azioni dopo il 716 non erano state narrate). Il narratore è Tonyukuk. Le iscrizioni erano incise su due stele. La scritta, che procede verticalmente dall'alto verso il basso, è nell'alfabeto turco antico.

## Riassunto del testo[3][4]

### Prima stele (35 linee)
Lato ovest: la rivolta dei Turchi contro la Cina dei Tang nel 681 (dopo che la Cina aveva soggiogato i Turchi nel 630)
Lato sud: guerra contro i Turchi Oghuz
Lato est: cattura di 23 città e piano per contrattaccare contro una possibile alleanza dei vicini (Cina, Onoq e Kirghisi dello Enisej)
Lato nord: sconfitta dei Kirghisi dello Enjsej (nord) e campagna contro i Turgesh (ovest)

### Seconda stele (27 linee)
Lato ovest: battaglia di Bolchu (711) contro i Turgesh e annessione del territorio di Onoq (grosso modo l'attuale Turkestan)
Lato sud: annessione di Temir Kapig, 7 campagne di Ilterish Qaghan contro i Kitai (est), 17 campagne in Cina (a sud), 5 campagne contro i Turchi Oghuz
Lato est: (Tonyukuk si loda della sua preziosa assistenza ai khagan e aggiunge che diventa vecchio)
Lato nord: (Epilogo) Dopo le vittorie, Turchi e Siri vivono felici.